# Archeologické naleziště města Liang-ču
Archeologické naleziště města Liang-ču (čínsky v českém přepisu Liang-ču ku-čcheng i-č’, pchin-jinem Liángzhǔ gǔchéng yízhǐ, znaky zjednodušené 良渚古城遗址, tradiční 良渚古城遺址) je označení pro čtyři archeologická naleziště kultury Liang-ču ve východočínské provincii Če-ťiang, v městském obvodu Jü-chang, rozkládajícím se severně od městského centra Chang-čou, která byla v roce 2019 zařazena na Seznam světového dědictví organizace UNESCO. Zapsána byla jako příklad rané městské civilizace, s pozůstatky zřejmě obřadních plošin z dusané hlíny, rozlehlého sídliště městského charakteru, vodních staveb a sociálního rozvrstvení vyjádřeného v bohatosti pohřební výbavy.
Liang-ču je nejvýraznějším centrem stejnojmenné kultury, existující v letech 3300–2300 př. n. l., a střediskem neolitického regionálního raného státu. Jeho obyvatelé pěstovali rýži, byli výrazně sociálně diferencovaní, nicméně spojení vírou. Památka sestává ze čtyř blízkých nalezišť, a sice areálu města Liang-ču o rozloze 881,45 ha; nedalekého naleziště Jao-šan (66,56 ha) na úpatí hor severovýchodně od města; dolní přehrady na pláni východně od Liang-ču a náspů na úpatí hor (349,24 ha) na severovýchod od města a konečně ještě dále na severozápad z horní přehrady v ústí údolí (136,41 ha). Všechny čtyři lokality obklopuje nárazníková zóna o rozloze 9 980,29 ha.
V Jao-šanu bylo objeveno pohřebiště a plošina z dusané hlíny, zřejmě oltář, postavený kolem roku 3000 př. n. l. Areál horní přehrady zahrnuje pozůstatky šesti hrází vybudovaných lidem kultury Liang-ču, nyní vysokých nejvýše 15 m. Areál dolní přehrady zahrnuje zbytky čtyř hrází nyní vysokých maximálně 7 m a náspy a hráze o délce 5 km. Ve vlastním městě Liang-ču archeologové rozlišili palácový okrsek, vnitřní město, vnější město a několik pohřebišť.